# رول شاه‌میگو

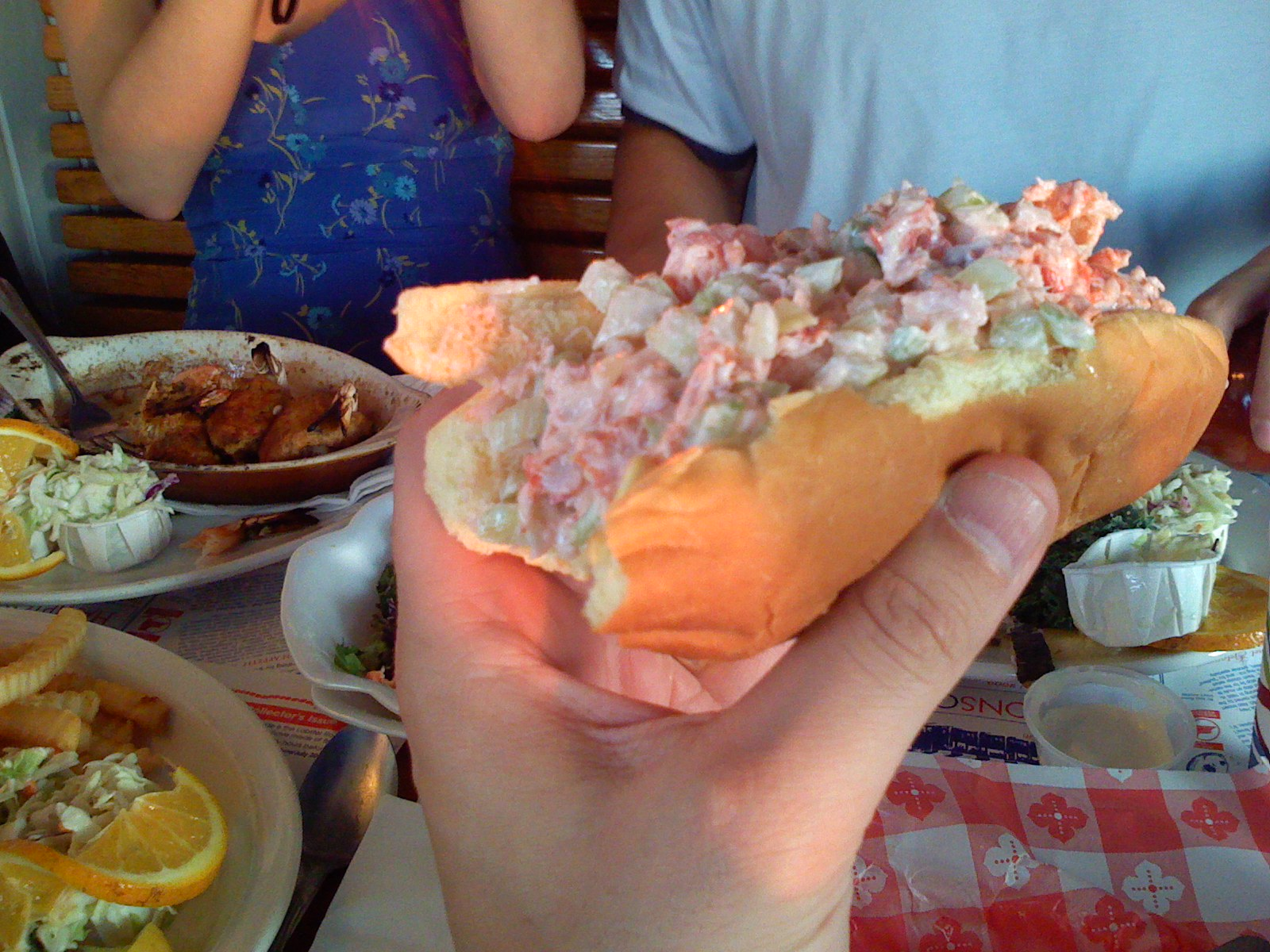
یک سالاد رول شاه‌میگو در لانگ آیلند نیویورک

رول شاه‌میگو یک غذای بومی نیو انگلند است. این غذا از گوشت شاه‌میگو درست شده‌است که روی نان هات داگ کبابی سرو می‌شود. فیلینگ ممکن است حاوی کره، آب لیمو، نمک و فلفل سیاه نیز باشد، با انواعی که در برخی از مناطق نیوانگلند ساخته شده‌اند و کره را با سس مایونز جایگزین می‌کنند. نسخه‌های دیگر ممکن است حاوی کرفس یا پیازچه خرد شده باشد. چیپس سیب زمینی یا سیب زمینی سرخ کرده مخلفات معمولی هستند.

## تاریخچه
بر اساس «دایره المعارف غذا و نوشیدنی آمریکایی» رول شاه‌میگو به عنوان یک غذای داغ در رستورانی به نام Perry's در میلدفورد، کانکتیکات، در اوایل سال ۱۹۲۹ به وجود آمد سپس محبوبیت آن در سواحل کانکتیکات گسترش یافت، اما نه چندان دور از آن. در کانکتیکات، ساندویچی که به صورت گرم سرو می‌شود، «لابستر رول» نامیده می‌شود. سرد سرو می‌شود، «رول سالاد شاه‌میگو».
در سال ۱۹۷۰، گوشت شاه‌میگو خرد شده حرارت دیده در کره روی یک نان هات داگ در غرفه‌های کنار جاده ای مانند Red's Eats در ایالت مین سرو می‌شد. رول شاه‌میگو در ایالات متحده با ایالت مین مرتبط است، اما معمولاً در رستوران‌های غذاهای دریایی در سایر ایالت‌های نیوانگلند و در لانگ آیلند شرقی، جایی که صید شاه‌میگو در آنجا رایج است، در دسترس هستند.
رول‌های شاه‌میگو در مین به‌طور مشخص روی یک نان هات داگ به سبک نیوانگلند سرو می‌شود که به جای کناره روی آن تقسیم می‌شود و دارای طرف‌های صاف برای کباب کردن است. گوشت خرچنگ معمولاً به جای گرم یا داغ، سرد سرو می‌شود و معمولاً سس مایونز در داخل نان پخش می‌شود یا روی گوشت پخش می‌شود. فیلینگ شامل چنگ، پنجه و دم خرچنگ است و کمی چاشنی می‌شود. چهار اونس یک اندازه سرویس استاندارد است.
رول خرچنگ یک وعده غذایی فصلی محبوب است، به ویژه در میان گردشگران در سراسر منطقه‌های دریایی در کانادا، به ویژه نوا اسکوشیا، جایی که ممکن است روی نان‌های همبرگر، نان باگت، یا دیگر انواع رول نان و حتی در جیب پیتا ظاهر شود. سفارش‌ها جانبی سنتی عبارتند از چیپس سیب زمینی و خیار شور است.
رستوران‌های مک دونالد در استان‌های کانادا، مانند نوا اسکوشیا و انتاریو، و همچنین در نیوانگلند، رول خرچنگ را به عنوان یک غذای فصلی در تابستان ارائه می‌دهند.